# D-Block Europe
D-Block Europe, oft auch mit dem Kürzel DBE bezeichnet, ist ein englisches Trap-Duo aus Lewisham im Südosten Londons. Seit 2018 gehören sie zu den etablierten Hip-Hop-Acts in Großbritannien.

## Bandgeschichte
Ricky Banton alias Dirtbike LB und Adam Williams alias Young Adz kannten sich von der Schule und nachdem Young Adz mit 13 Jahren seinen Track Da Prodigy online gestellt hatte, entdeckten sie ihr gemeinsames Musikinteresse und freundeten sich an. Young Adz machte sich mit seinen Mixtapes einen Namen und  bekam einen Plattenvertrag mit dem Major-Label Universal, der allerdings nicht lange hielt. Der US-Rapper Jadakiss von The Lox (auch bekannt als D-Block) wurde auf ihn aufmerksam und nahm mit ihm Kontakt auf. Eine Zusammenarbeit kam zwar nicht zustande, weil er nicht in die USA einreisen durfte, aber er wurde vom Lox-eigenen Label unter Vertrag genommen. Daraus entstand auch der Name D-Block Europe. Ursprünglich war der Rapper Aero Sinc das zweite Mitglied, 2014 ersetzte ihn aber Dirtbike LB. Das Duo wandte sich dem Trap zu und entwickelte einen eigenen Stilmix aus dem Londoner Rap und melodiösen US-Stilrichtungen, den sie „Trapwave“ nannten. Mit der Single Thank the Plug begann 2017 ihre typische Verwendung von Autotune. Im selben Jahr bekamen sie große Aufmerksamkeit für ein Remix von Tunnel Vision von Kodak Black und danach erreichten auch ihre eigenen Songs millionenfache Abrufe.
Der Durchbruch kam im Sommer 2018 durch eine Zusammenarbeit mit Yxng Bane. Mit der gemeinsamen Single Gucci Mane schafften sie erstmals den Sprung in die britischen Charts. Das gemeinsame Mixtape Any Minute Now erreichte Platz 14 in den Albumcharts. Mit der eigenen Single Kitchen Kings kamen D-Block Europe Anfang 2019 auch in die Top 20 der Singlecharts und bekamen dafür ihre erste Gold-Auszeichnung. Im Lauf des Jahres produzierte das Duo 3 Mixtapes, die alle die Top 10 erreichten und insgesamt 10 Chartsingles hervorbrachten. Bei den BRIT Awards wurden sie für die Auszeichnung als beste britische Musikgruppe nominiert.
Young Adz hatte im Verlauf dieses Jahres auch einige Solo-Features veröffentlicht. Im April 2020 erschien seine Zusammenarbeit mit den beiden Grime-Rappern Skepta und Chip: Das gemeinsame Album Insomnia erreichte Platz 3 der UK-Charts und platzierte sich auch in einigen anderen Ländern.

## Mitglieder
- Dirtbike LB (Ricky Earl Banton, * 30. Oktober 1996)
- Young Adz (Adam Nathaniel Laurence Williams, * 29. Juli 1995)

Weitere:
- Aero Sinc
- Lil Pino (Bando Baby 22)

## Diskografie
Studioalben

| Jahr | Titel Musiklabel                               | Höchstplatzierung, Gesamtwochen, AuszeichnungChartplatzierungen (Jahr, Titel, Musiklabel, Platzierungen, Wochen, Auszeichnungen, Anmerkungen) | Höchstplatzierung, Gesamtwochen, AuszeichnungChartplatzierungen (Jahr, Titel, Musiklabel, Platzierungen, Wochen, Auszeichnungen, Anmerkungen) | Höchstplatzierung, Gesamtwochen, AuszeichnungChartplatzierungen (Jahr, Titel, Musiklabel, Platzierungen, Wochen, Auszeichnungen, Anmerkungen) | Höchstplatzierung, Gesamtwochen, AuszeichnungChartplatzierungen (Jahr, Titel, Musiklabel, Platzierungen, Wochen, Auszeichnungen, Anmerkungen) | Anmerkungen                                                  |
| Jahr | Titel Musiklabel                               | DE | AT | CH | UK | Anmerkungen                                                  |
| ---- | ---------------------------------------------- | --- | --- | --- | --- | ------------------------------------------------------------ |
| 2020 | The Blueprint – Us vs. Them Selbstverlag (UMG) | — | — | — | UK2 Gold · (67 Wo.)UK | Erstveröffentlichung: 9. Oktober 2020 Verkäufe: + 100.000    |
| 2021 | Home Alone 2 Selbstverlag (UMG)                | — | — | — | UK6 Gold · (48 Wo.)UK | Erstveröffentlichung: 19. November 2021 Verkäufe: + 100.000  |
| 2022 | Lap 5 Selbstverlag (UMG)                       | — | — | — | UK2 Gold · (26 Wo.)UK | Erstveröffentlichung: 23. September 2022 Verkäufe: + 100.000 |
| 2023 | DBE World Virgin Records (UMG)                 | — | — | — | UK6 Silber · (7 Wo.)UK | Erstveröffentlichung: 7. Juli 2023 Verkäufe: + 60.000        |
| 2024 | Rolling Stone Virgin Records (UMG)             | — | — | — | UK1 Silber · (9 Wo.)UK | Erstveröffentlichung: 12. Januar 2024 Verkäufe: + 60.000     |